# Obrečna prst
Obrečna prst (tudi aluvialna prst, fluvisol) je prst, ki nastane s preperevanjem naplavin na prodiščih vzdolž rek in potokov.